# Lufengosaurus
Lufengosaurus is een geslacht van uitgestorven herbivore sauropodomorfe dinosauriërs uit de groep van Prosauropoda dat gedurende het Vroeg-Jura leefde in het zuidwesten van China. De enige bekende soort is Lufengosaurus huenei.

## Ontdekking en naamgeving

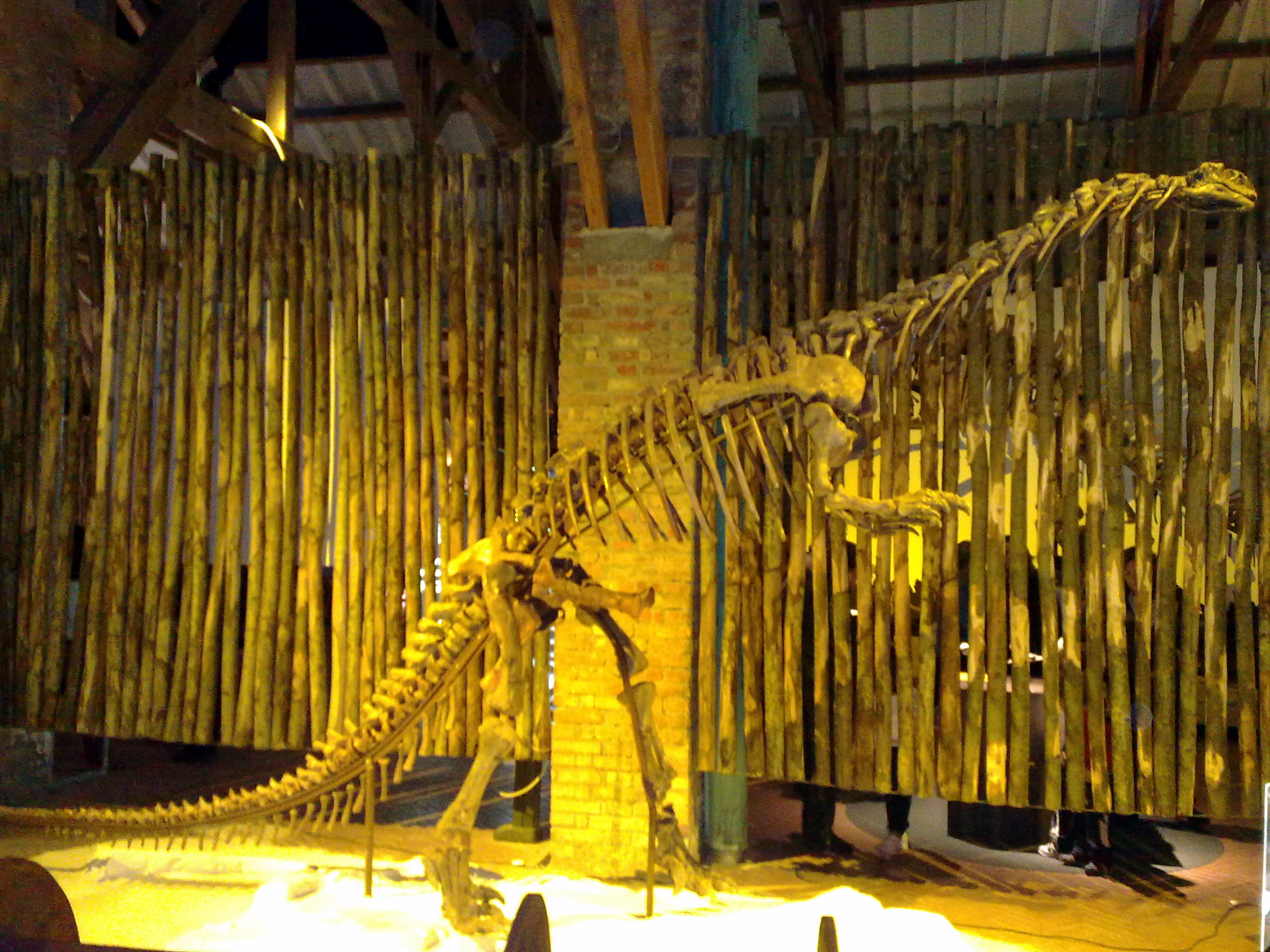
Replica van het skelet

Eind jaren dertig begon de geoloog Bien Meinian fossielen op te graven bij Shawan nabij Lufeng in de provincie Yunnan. In 1938 kreeg hij ondersteuning van de paleontoloog Yang Zhongjian, indertijd in het Westen beter bekend als C.C. Young. In 1941 benoemde Yang fossielen van een basale sauropodomorf als de typesoort Lufengosaurus huenei. De geslachtsnaam verwijst naar Lufeng. De soortaanduiding eert Yangs oude leermeester Friedrich von Huene.
Het holotype IVPP V15 is opgegraven in de Onderste Lufengformatie die dateert uit het Hettangien-Sinemurien, ongeveer 197 miljoen jaar geleden; oorspronkelijk werd gedacht dat de lagen uit het Laat-Trias stamden.

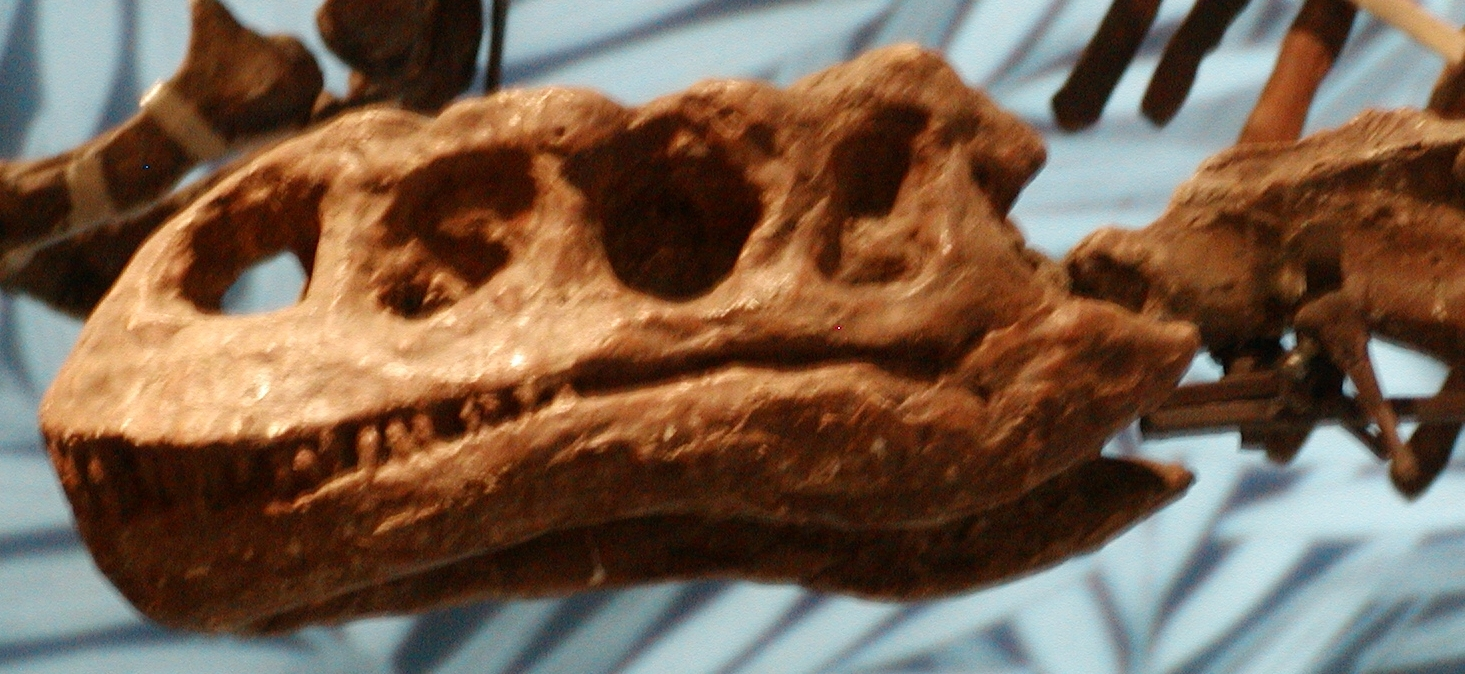
Schedel van het "L. magnus"-type, (Beijing Natuurhistorisch Museum)

In dezelfde publicatie benoemde Yang een in 1939 bij Tachun gevonden exemplaar IVPP V.82 als een tweede soort van Lufengosaurus: Lufengosaurus magnus. De soortaanduiding, 'de grote' in het Latijn, verwijst naar het feit dat hij een derde langer was dan het typespecimen van L. huenei. Pas in 1942 maakte Yang dit door een voldoende beschrijving van het specimen in een algemene osteologie van Lufengosaurus een geldige naam. In 1947 wijdde hij nog een apart artikel speciaal aan L. magnus met als strekking de soort geldig te benoemen; daarom wordt dit jaartal meestal gebruikt bij citaties van de soortnaam. Tegenwoordig wordt L. magnus buiten China niet meer als een aparte soort gezien maar als een jonger synoniem van L. huenei.
Later werden nog ruim dertig min of meer complete skeletten van Lufengosaurus gevonden, waaronder die van jonge dieren. In 1958 werd van Lufengosaurus een skelet opgesteld, het eerste tentoongestelde dinosauriërskelet in China. Deze heugelijke gebeurtenis werd op 15 april 1958 vereeuwigd door een postzegel, een grijze zegel van acht yuan, de eerste keer ter wereld dat daarop een dinosauriër afgebeeld werd. Er zouden er nog vele duizenden volgen. Door de vele vondsten is Lufengosaurus samen met Plateosaurus longiceps de meest volledig bekende basale sauropodomorf. Bijna alle elementen van het skelet zijn geïdentificeerd.
In 1981 stelde Michael Robert Cooper dat Lufengosaurus en Yunnanosaurus soorten waren van het Zuid-Afrikaanse geslacht Massospondylus zodat het om een Massospondylus huenei zou gaan. Die opvatting kreeg weinig navolging. Ook is vaak beweerd dat Yunnanosaurus een jonger synoniem zou zijn van Lufengosaurus. Recent onderzoek van de schedel van Lufengosaurus huenei toonde aan dat de soort zich onderscheidt van zowel Massospondylus als van Yunnanosaurus.
Yang benoemde in 1940 ook een tweede soort van Gyposaurus: Gyposaurus sinensis. Latere onderzoekers ontkenden de band met de Zuid-Afrikaanse Gyposaurus capensis. Door Peter Galton werd in 1976 gesteld dat het om Lufengosaurus gaat, maar omdat "Gyposaurus" sinensis uit veel jongere lagen stamt (Bajocien), wordt tegenwoordig meestal aangenomen dat deze soort als een apart nieuw geslacht benoemd moet worden. In 2024 meenden Chinese onderzoekers echter dat het toch een jonger synoniem van Lufengosaursus betreft.
Een vermeende hagedis in Yunnan gevonden, Fulengia youngi Caroll & Galton 1977 gebaseerd op specimen CUP 2037, bleek later een jong exemplaar van Lufengosaurus te zijn.
In 1985 benoemde Zhao Xijin in een soortenlijst een Lufengosaurus changduensis. De soortaanduiding is afgeleid van het arrondissement Chamdo in Tibet waar het gevonden werd in een laag van de Middelste Dayegroep. Bij gebreke aan een afdoende beschrijving is dit een nomen nudum gebleven.

## Beschrijving

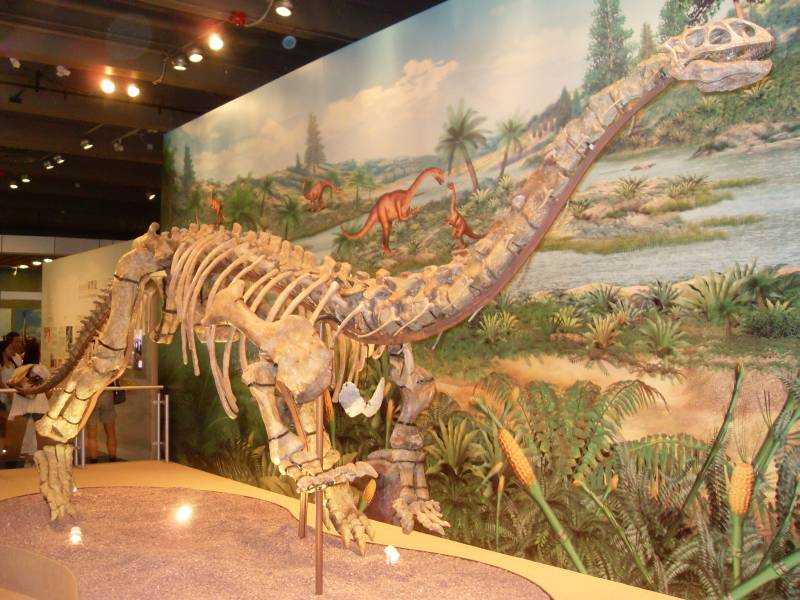
Een skelet van Lufengosaurus, in 1998 ter gelegenheid van de komende vereniging geschonken aan het Natuurwetenschappelijk Museum van Hongkong, het eerste Chinese dinosauriërfossiel dat legaal uit de VRC geëxporteerd werd

In veel populair-wetenschappelijke boeken wordt Lufengosaurus te klein voorgesteld doordat men uitgaat van het zes meter lange holotype. Dit betrof echter een onvolgroeid dier: volwassen exemplaren waren zo'n drie keer groter. In 2010 gaf Gregory S. Paul de lengte van een volgroeid individu aan als negen meter, en schatte het gewicht op 1,7 ton. Een volumetrische studie uit 2016 kwam op een lagere minimumschatting uit van 1370 kilogram.
Lufengosaurus heeft de typische bouw van basale sauropodomorfen: een langgerekte romp wordt in evenwicht gehouden door een lange zware staart; de nek is lang met een klein hoofd; de ledematen zijn kort. Lufengosaurua onderscheidt zich doordat de nek extra lang is en de voorpoten erg kort. Dit werd wel gezien als een teken dat hij meer dan zijn verwanten alleen op de achterpoten liep maar volgens recente inzichten waren die allemaal tweevoeters omdat de onderarm geen pronatie toestond: het spaakbeen kon niet rond de ellepijp roteren om de hand plat naar voren te richten. De onderarm is echter wel zeer robuust gebouwd, misschien om de vervaarlijke lange duimklauw beter ter verdediging te kunnen gebruiken.
De kop is erg langwerpig en tamelijk puntig toelopend met vooraan een iets naar beneden krommende bovenkaaklijn. Bij het holotype heeft de schedel een geschatte lengte van zo'n vijfentwintig centimeter. De tanden zijn klein en bladvormig, geschikt om plantenmateriaal te scheuren. Hoewel Von Huene nog had aangenomen dat dergelijke vormen carnivoor of omnivoor waren en deze mogelijkheid tot in de jaren tachtig door Cooper verdedigd werd, is er tegenwoordig overeenstemming dat ze in wezen herbivoor waren.

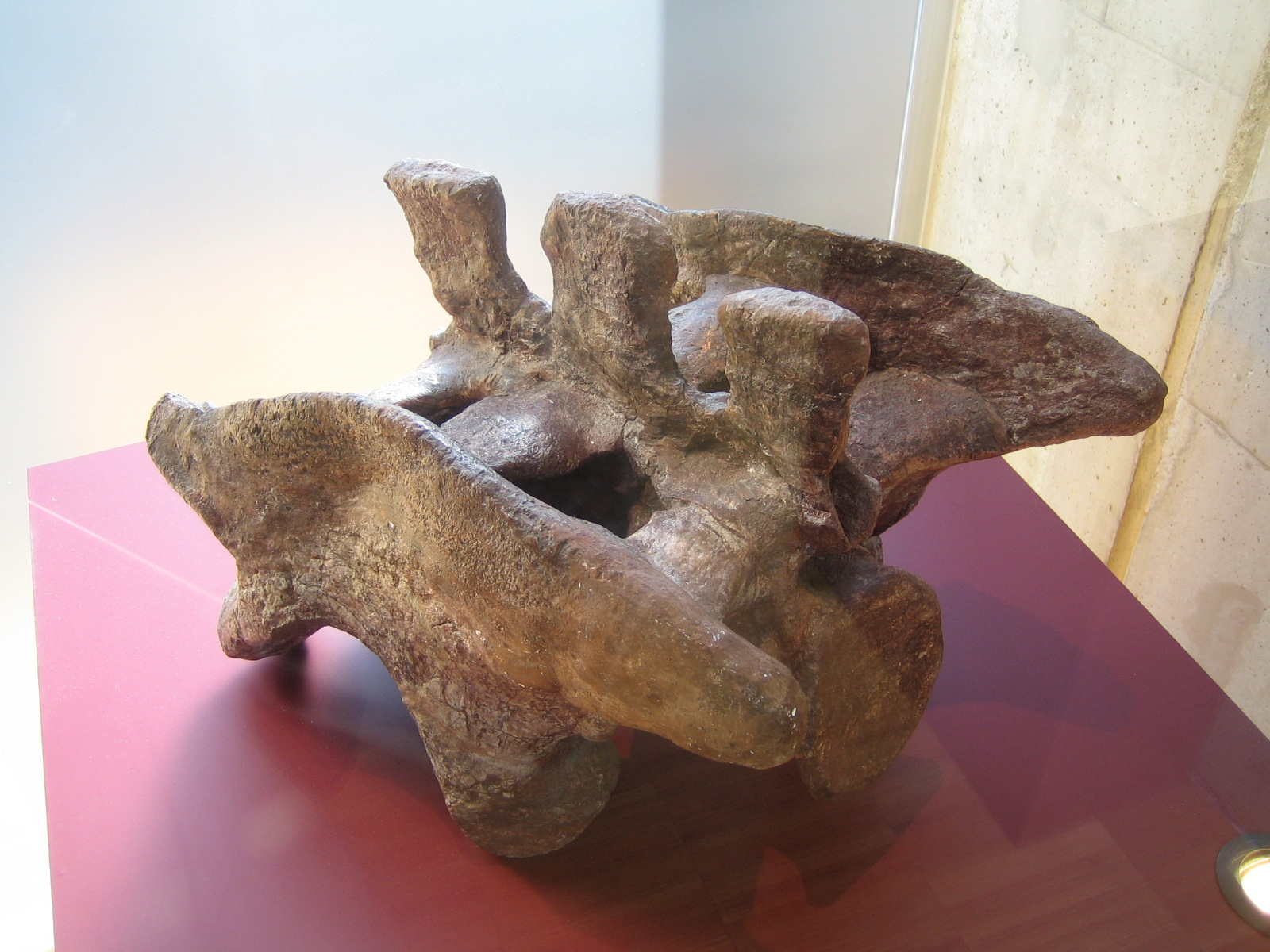
Het sacrum met drie wervels vergroeid met de darmbeenderen van het bekken

Van de schedel van Lufengosaurus bestaat een moderne beschrijving uit 2005 door Paul Barrett. De volgende unieke afgeleide eigenschappen, autapomorfieën, zouden daar vastgesteld zijn: de zijkant van de opgaande tak van de maxilla toont een opvallende verhoging; er bevindt zich een richel op het achterste deel van de zijkant van de maxilla; op het middendeel van het jukbeen waar de drie takken daarvan bijeenkomen, bevindt zich een lage zwelling; er bevindt zich een opvallende zwelling op het bovenvlak van de schuin naar buiten stekende tak van het wandbeen.
De wervelkolom bestaat uit tien halswervels, veertien ruggenwervels, drie sacrale wervels en vijfenveertig staartwervels. Yang gaf in 1942 de volgende onderscheidende kenmerken van de postcrania, de delen achter de schedel, van Lufengosaurus: de achterste ruggenwervels zijn relatief zwaargebouwd; het schouderblad is lang en nauw; de borstbeenderen zijn elliptisch van vorm; de onderarm is kort; het spaakbeen heeft geen crista radialis; de achterpoot is lang; het scheenbeen is korter dan het dijbeen; zowel de eerste teen en de duim zijn sterk ontwikkeld; de vierde en vijfde vinger zijn gereduceerd. Niet al deze eigenschappen zijn erg verrassend te noemen voor een basale sauropodomorf; Yang had wegens de oorlogsomstandigheden geen toegang tot de relevante literatuur en kon daarom geen goede vergelijking maken met details van verwante soorten.

## Fylogenie
Lufengosaurus werd oorspronkelijk toegewezen aan de Plateosauridae. Volgens recente exacte kladistische analyses bevindt hij zich binnen de ruimere Plateosauria in de Massospondylidae als een nauwe verwant van Coloradisaurus. Een mogelijk kladogram is het volgende:
|  | Unaysaurus   |
|  |              |
|  | Plateosaurus |
|  |              |

|  | Riojasaurus   |
|  |               |
|  | Eucnemesaurus |
|  |               |

|  | Massospondylus                                                   |
|  |                                                                  |
|  | \| \| Coloradisaurus \| \| \| \| \| \| Lufengosaurus \| \| \| \| |
|  |                                                                  |
|  | Coloradisaurus                                                   |
|  |                                                                  |
|  | Lufengosaurus                                                    |
|  |                                                                  |

|  | Coloradisaurus |
|  |                |
|  | Lufengosaurus  |
|  |                |

|  | Jingshanosaurus |
|  |                 |
|  | Anchisauria     |
|  |                 |

|  | Massospondylus                                                   |
|  |                                                                  |
|  | \| \| Coloradisaurus \| \| \| \| \| \| Lufengosaurus \| \| \| \| |
|  |                                                                  |
|  | Coloradisaurus                                                   |
|  |                                                                  |
|  | Lufengosaurus                                                    |
|  |                                                                  |

|  | Coloradisaurus |
|  |                |
|  | Lufengosaurus  |
|  |                |

|  | Jingshanosaurus |
|  |                 |
|  | Anchisauria     |
|  |                 |

|  | Riojasaurus   |
|  |               |
|  | Eucnemesaurus |
|  |               |

|  | Massospondylus                                                   |
|  |                                                                  |
|  | \| \| Coloradisaurus \| \| \| \| \| \| Lufengosaurus \| \| \| \| |
|  |                                                                  |
|  | Coloradisaurus                                                   |
|  |                                                                  |
|  | Lufengosaurus                                                    |
|  |                                                                  |

|  | Coloradisaurus |
|  |                |
|  | Lufengosaurus  |
|  |                |

|  | Jingshanosaurus |
|  |                 |
|  | Anchisauria     |
|  |                 |

|  | Massospondylus                                                   |
|  |                                                                  |
|  | \| \| Coloradisaurus \| \| \| \| \| \| Lufengosaurus \| \| \| \| |
|  |                                                                  |
|  | Coloradisaurus                                                   |
|  |                                                                  |
|  | Lufengosaurus                                                    |
|  |                                                                  |

|  | Coloradisaurus |
|  |                |
|  | Lufengosaurus  |
|  |                |

|  | Jingshanosaurus |
|  |                 |
|  | Anchisauria     |
|  |                 |

|  | Unaysaurus   |
|  |              |
|  | Plateosaurus |
|  |              |

|  | Riojasaurus   |
|  |               |
|  | Eucnemesaurus |
|  |               |

|  | Massospondylus                                                   |
|  |                                                                  |
|  | \| \| Coloradisaurus \| \| \| \| \| \| Lufengosaurus \| \| \| \| |
|  |                                                                  |
|  | Coloradisaurus                                                   |
|  |                                                                  |
|  | Lufengosaurus                                                    |
|  |                                                                  |

|  | Coloradisaurus |
|  |                |
|  | Lufengosaurus  |
|  |                |

|  | Jingshanosaurus |
|  |                 |
|  | Anchisauria     |
|  |                 |

|  | Massospondylus                                                   |
|  |                                                                  |
|  | \| \| Coloradisaurus \| \| \| \| \| \| Lufengosaurus \| \| \| \| |
|  |                                                                  |
|  | Coloradisaurus                                                   |
|  |                                                                  |
|  | Lufengosaurus                                                    |
|  |                                                                  |

|  | Coloradisaurus |
|  |                |
|  | Lufengosaurus  |
|  |                |

|  | Jingshanosaurus |
|  |                 |
|  | Anchisauria     |
|  |                 |

|  | Riojasaurus   |
|  |               |
|  | Eucnemesaurus |
|  |               |

|  | Massospondylus                                                   |
|  |                                                                  |
|  | \| \| Coloradisaurus \| \| \| \| \| \| Lufengosaurus \| \| \| \| |
|  |                                                                  |
|  | Coloradisaurus                                                   |
|  |                                                                  |
|  | Lufengosaurus                                                    |
|  |                                                                  |

|  | Coloradisaurus |
|  |                |
|  | Lufengosaurus  |
|  |                |

|  | Jingshanosaurus |
|  |                 |
|  | Anchisauria     |
|  |                 |

|  | Massospondylus                                                   |
|  |                                                                  |
|  | \| \| Coloradisaurus \| \| \| \| \| \| Lufengosaurus \| \| \| \| |
|  |                                                                  |
|  | Coloradisaurus                                                   |
|  |                                                                  |
|  | Lufengosaurus                                                    |
|  |                                                                  |

|  | Coloradisaurus |
|  |                |
|  | Lufengosaurus  |
|  |                |

|  | Jingshanosaurus |
|  |                 |
|  | Anchisauria     |
|  |                 |

## Levenswijze
In 2013 werd de vondst gemeld van een broedkolonie van Lufengosaurus met behalve eierschalen een zo groot aantal embryo's dat men van een 'beenderbed' sprak. Het grote aantal maakte het mogelijk een groeicurve vast te stellen van de ontwikkeling in het ei. Die wees een zeer snelle groei uit zodat de broedduur of incubatietijd overeenkomstig kort moest zijn geweest. Daarbij bleek uit de asymmetrische groei van de omtrek van het dijbeen en de snelle toeneming in grootte van de vierde trochanter, een spieraanhechting aan de achterzijde van de schacht van dat bot, dat de embryo's al in het ei hun spieren trainden door ze samen te trekken.
In 2018 werd een exemplaar gemeld met een infectie in de rib, vermoedelijk veroorzaakt door een beet van een theropode.